# Oxadiazol
Az oxadiazol aromás heterociklusos vegyület vegyület. Összegképlete: C2H2N2O.  Négy izomerje van:

1,2,3-oxadiazol
1,2,4-oxadiazol
1,2,5-oxadiazol (furazán(en))
1,3,4-oxadiazol

Az oxadiazol telített származékának neve: oxadiazolidin.

## Az 1,2,3-oxadiazol származékai
Instabil vegyület, visszaalakul diazoketon tautomerére. Származékai között viszont vannak stabil vegyületek (pl. a szidnon). Iminszármazékai között gyógyszerek találhatók, pl. feproszidnin(en), mezokarb(en), molszidomin(en).

## Az 1,2,4-oxadiazol származékai
- butálamin(en) (értágító)
- faziplon(en) (szorongáscsökkentő)
- imolamin (értágító)
- kviszkálsav
- oxolamin (köhögés elleni szer)
- plekonaril(en) (vírus elleni gyógyszer)
- prenoxdiazin (köhögés elleni szer)

## Az 1,3,4-oxadiazol származékai
- raltegravir(en) (vírus elleni gyógyszer)

## Fordítás
- Ez a szócikk részben vagy egészben  az   Oxadiazole című angol Wikipédia-szócikk fordításán alapul.  Az eredeti cikk szerkesztőit annak laptörténete sorolja fel. Ez a jelzés csupán a megfogalmazás eredetét és a szerzői jogokat jelzi, nem szolgál a cikkben szereplő információk forrásmegjelöléseként.